# کاخ جنجان
کاخ جنجان یکی از کاخ‌های هخامنشی در شهر لیدوما نزدیک نورآباد ممسنی است. این بنای هخامنشی درست در مسیر راه شاهی قرار دارد.
کاخ جنجان واقع شده به فاصله ۸۰۰ متری  رودخانه فهلیان  واقع شده  و در پشت این کاخ کوه بالاسبز دیده می‌شود. کاخ جنجان در کنار نقش برجسته کورانگون  که توسط ایلامیان در ۳۵۰۰ سال پیش، ساخته شده، قرار گرفته است. 
از سوی دیگر در حدود ۴ کیلومتری این کاخ و در دشت فهلیان محوطه‌ای به نام تل‌اسپید وجود دارد.

## معماری کاخ
به دلیل سبک معماری قوی و هنرمندانه این کاخ، به نظر می‌رسد که از بناهای حکومتی هخامنشیان بوده است.
کاخ جنجان حدود ۶۰ متر مربع وسعت داشته باشد و از نظر معماری با کاخ برزن جنوبی تخت جمشید همسان است. این کاخ از بناهای تخت جمشید کوچکتر است اما از نظر نوع پایه ستون‌ها، با پایه ستون‌های کاخ صد ستون تخت جمشید همسانی زیادی دارد. کاخ جنجان  یکی از زیباترین کاخ‌های دروان  هخامنشیان بوده است  و  ایوانی به طول ۴۰ متر دارد و به نظر می‌رسد که ۸ ستون در این ایوان جای می‌گرفته است. از این میان ۳ ستون در جای خود قرار گرفته و یک ستون نیز در بخش بالایی ایوان افتاده‌است. دو ستون دیگر نیز جابجا شده و در تپه‌های اطراف این کاخ پیدا شده‌است. قطر این پایه ستون‌ها بیش از یک متر است.  به این ترتیب ستونی که روی این پایه ستون‌ها قرار می‌گرفته بین ۱۲ تا ۱۴ متر بوده‌است. کاخ جنجان سه راه‌پله داشته که دو راه‌پله در گوشه‌ها و یک راه‌پله در وسط قرار گرفته‌است. سنگ‌های افتاده در کنار این راه‌پله‌ها به ایوان تعلق دارد. روی این سنگ‌ها کنگره‌های به سبک تخت جمشید قرار گرفته بوده که در هر یک متر یک کنگره قرار داشته‌است. با این حساب ۱۵ کنگره در این ایوان سوار بوده است.
از دیگر بخش‌های به‌دست آمده از این کاخ قوس‌ها و طاق‌های درگاه‌ها است که با بست‌های فلزی چفت و بست می‌شدند. اما یکی از نکات مهم ساخت این بنای هخامنشی سه پلکانی بودن آن است که تا کنون در هیچ یک از بناهای تخت جمشید نمونه آن دیده نشده است.

## قلعه کلی
حدود ۲۰۰ یا ۳۰۰ سال پیش و در زمان  قاجار با استفاده از سنگها و ستون‌های بجا مانده از کاخ جنجان، بار دیگر قلعه‌ای روی این بنای هخامنشی ایجاد می‌شود. این قلعه قاجاری به قلعه کلی  یا قلعه  کهنه شهرت داشته است. در سال ۱۹۲۴  زمانی که پروفسور  ارنست امیل هرتسفلد از این مکان دیدن می‌کند این قلعه وجود داشته است. ساخت این قلعه روی محوطه باعث ویرانی بیشتر آن شده است.